# Perched on Nothing’s Branch
Az angol című Perched on Nothing's Branch  (magyarul kb.: „A semmi ágán gubbasztva”) kötet egy az Amerikai Egyesült Államokban megjelent könyv címe, amely József Attila válogatott verseit tartalmazza, Hargitai Péter angol nyelvű tolmácsolásában.

## Története
1986-ban jelent meg a nagy sikerű, az USA-ban öt kiadást megért József Attila fordítás „Perched On Nothing's Branch” címmel. Az ebben a kötetben található versek fordításáért a Nagy Imre-díjas Hargitai Péter megkapta az amerikai irodalmi akadémia által adományozott, az irodalmi fordítók Oscar-díjának tekintett Harold Morton Landon Fordítói Díjat is.
2005-ben az Amerikai Egyesült Államok egyik legnagyobb könyvesbolt-hálózata, a Barnes and Noble forgalomba hozott egy válogatást József Attila születésének 100. évfordulójának alkalmából. Ennek megfelelően a könyvben pontosan 100 vers található.

## Lásd még
- Magyar irodalom
- Harold Morton Landon Fordítói Díj